# 华裔馆
华裔馆（英語：Chinese Heritage Centre）是新加坡南洋理工大學轄下之自治研究機構，是目前最早也是唯一一家以海外華人為主題的大學研究機構。該機構包含研究所、圖書館以及博物館。

## 歷史
华裔馆的建築為1953年到1955年由商人林连登捐贈修建的南洋大學行政樓，有鮮明的中國式設計風格。南洋大學是當時中國以外唯一一所以華文授課的大學。1981年，新加坡政府在南洋大學校址上開設英文授課的南洋理工學院，惟此建築繼續使用華語。1995年5月17日，非營利組織华裔馆成立於在此建築內，理事會成員均為著名華裔商人、學者與公務員。1999年，該建築被定為新加坡國家古蹟。2011年，华裔馆重組為南洋理工大學下屬自治之研究機構，經費主要來自於私人捐助與等額政府撥款。

## 機構設置
華裔館位於新加坡裕廊西南洋理工大學校園內，同時運營著王賡武圖書館和一家博物館。博物館內常設“何謂華人圖片展”和“南洋大學歷史資料展”。